# Mister Grand International
Mister Grand International (tiếng Việt: Nam vương Hòa bình Quốc tế) là cuộc thi sắc đẹp dành cho nam giới quốc tế có ba trụ sở tại Châu Á, Brasil và Philippines.

## Mister Grand International (Châu Á)
Mister Grand International là cuộc thi sắc đẹp dành cho nam giới quốc tế do Mark Gil Balisacan thành lập vào năm 2017. Lần thứ đầu tiên của tổ chức được tổ chức tại Crossroad Center ở thành phố Quezon, Philippines vào ngày 7 tháng 10 năm 2017. Đây là cuộc thi sắc đẹp nam quốc tế lớn nhất được thành lập vào năm 2017 và là đối tác của cuộc thi sắc đẹp dành cho nữ giới, Miss Grand International.
Cuộc thi đầu tiên thu hút hơn 30 quốc gia và vùng lãnh thổ tham gia kể từ khi bắt đầu vào năm 2017, nhằm mục đích phát triển những nam giới trẻ thành những nhà lãnh đạo mẫu mực thông qua việc trao quyền. Tổ chức MGI tôn vinh những phẩm chất tích cực của nam giới thông qua: "Enhancing Sensible Masculinity, Outstanding Sportsmanship and Limitless Potential", phản ánh các giá trị của cuộc thi.
Đương kim nam vương hiện tại là Seif Al Walid Harb đến từ Liban.

### Người giữ danh hiệu
| Lần thứ | Năm  | Ngày                 | Mister Grand International            | Á vương                             | Á vương                             | Á vương                             | Á vương                               | Á vương                    | Nơi tổ chức                       | Số thí sinh | T.k.              |
| Lần thứ | Năm  | Ngày                 | Mister Grand International            | 1                                   | 2                                   | 3                                   | 4                                     | 5                          | Nơi tổ chức                       | Số thí sinh | T.k.              |
| ------- | ---- | -------------------- | ------------------------------------- | ----------------------------------- | ----------------------------------- | ----------------------------------- | ------------------------------------- | -------------------------- | --------------------------------- | ----------- | ----------------- |
| 1       | 2017 | 6 tháng 10 năm 2017  | Michael Angelo Skyllas · Úc           | Rachata Hamphanon · Thái Lan        | Nguyễn Tiến Đạt · Việt Nam          | Hamid Noor · Đức                    | Joshua Reginald Banatin · Philippines | Không trao giải            | Quezon, Philippines               | 25          | [ 9 ]             |
| 2       | 2018 | 7 tháng 12 năm 2018  | Rodney Tapia · Cộng hòa Dominica      | Lý Cao Thiên Sơn · Việt Nam         | Steven Le Coquet · Pháp             | Jesus Alvarado · Venezuela          | Riku Yuasa · Nhật Bản                 | Không trao giải            | Yangon, Myanmar                   | 9           | [ 10 ]            |
| 3       | 2019 | 10 tháng 11 năm 2019 | Nguyễn Văn Tuân · Việt Nam            | Jairo Sanchez · Brasil              | Paulo Gallardo · Philippines        | Kitsada Nimala · Thái Lan           | Gregory Nuñez · Puerto Rico           | Không trao giải            | Yangon, Myanmar                   | 14          | [ 11 ]            |
| 4       | 2021 | 4 tháng 12 năm 2021  | Fernando Ezequiel Padin · Puerto Rico | Suveer Ramsook · Trinidad và Tobago | Cayman Cardiff · Hoa Kỳ             | Cedric Cabane · Pháp                | Jacob Ondrus · Canada                 | Không trao giải            | Panamá, Panamá                    | 27          | [ 12 ] [ 13 ]     |
| 5       | 2022 | 25 tháng 11 năm 2022 | Michael Pelletier · Thụy Sĩ           | Kristzan Delos Santos · Philippines | Aaron Tan · Singapore               | Aquil Ramsahai · Trinidad và Tobago | Nguyễn Vũ Linh · Việt Nam             | Teaniva Dinard · Tahiti    | Port of Spain, Trinidad và Tobago | 24          | [ 14 ]            |
| 6       | 2023 | 14 tháng 1 năm 2024  | Seif Al Walid Harb · Liban            | Igor Cheban · Singapore             | Sirinutt Sean Cholvibool · Thái Lan | Michal Kalcowski · Ba Lan           | Hwang Jung Sung · Hàn Quốc            | Jesus Guinto · Philippines | Huelva, Tây Ban Nha               | 21          | [ 8 ]             |
| 7       | 2025 | Tháng 11/12 năm 2025 | [ chưa xác định ]                     | [ chưa xác định ]                   | [ chưa xác định ]                   | [ chưa xác định ]                   | [ chưa xác định ]                     | [ chưa xác định ]          | Philippines                       |             | [ cần dẫn nguồn ] |

Quốc gia/vùng lãnh thổ theo số lần chiến thắng
| Quốc gia/vùng lãnh thổ | Số lần | Năm  |
| ---------------------- | ------ | ---- |
| Úc                     | 1      | 2017 |
| Cộng hòa Dominica      | 1      | 2018 |
| Việt Nam               | 1      | 2019 |
| Puerto Rico            | 1      | 2021 |
| Thụy Sĩ                | 1      | 2022 |
| Liban                  | 1      | 2023 |

### Các lần tổ chức Mister Grand International

#### 2017
Mister Grand International 2017 là cuộc thi Mister Grand International lần thứ 1 được tổ chức tại Cross Road Center, thành phố Quezon, Philippines vào ngày 6 tháng 10 năm 2017. Có 25 thí sinh dự thi, Michael Angelo Skyllas đến từ Úc đăng quang ngôi vị Mister Grand International.
Kết quả
| Hạng                            | Thí sinh |
| ------------------------------- | --- |
| Mister Grand International 2017 | - Úc — Michael Angelo Skyllas |
| Á vương 1                       | - Thái Lan — Rachata Hamphanon |
| Á vương 2                       | - Việt Nam — Nguyễn Tiến Đạt |
| Á vương 3                       | - Đức — Hamid Noor |
| Á vương 4                       | - Philippines — Joshua Reginald Banatin |
| Mister Grand Tourism Ambassador | - Tây Ban Nha — Victor Haro |
| Mister Grand Sports Ambassador  | - Cộng hòa Dominica — Blachy Abreu |
| Top 15                          | - Ecuador — Abel Adrian Diaz - Hoa Kỳ — Aaron Day - Nhật Bản — Riku Yuasa - Malaysia — Kian Ching - Nepal — Dikpal Karki - Perú — Renzo Verteri - Pháp — Michael Aghadjanian - Sri Lanka — Vimukthi Wijekulasooriya |

Các giải thưởng
| Giải thưởng                | Thí sinh                                |
| -------------------------- | --------------------------------------- |
| Mister Grand Talent        | - Ecuador — Abel Adrian Diaz            |
| Mister Formal Wear         | - Hoa Kỳ — Aaron Day                    |
| Mister Grand Online        | - Nepal — Dikpal Karki                  |
| Mister Anytime Fitness     | - Canada — Mohammad Rahmanian           |
| Mister Dermaworld          | - Philippines — Joshua Reginald Banatin |
| Mister Seen Ambassador     | - Philippines — Joshua Reginald Banatin |
| Media's Choice             | - Philippines — Joshua Reginald Banatin |
| Best in Swimwear           | - Việt Nam — Nguyễn Tiến Đạt            |
| Mister Friendship          | - Đức — Hamid Noor                      |
| Mister Belmere             | - Thái Lan — Rachata Hamphanon          |
| Mister Grand Fashion Style | - Thái Lan — Rachata Hamphanon          |
| Mister Psalmstre           | - Úc — Michael Angelo Skyllas           |
| Mister Cocoline            | - Úc — Michael Angelo Skyllas           |

Các thí sinh
| Quốc gia/vùng lãnh thổ | Thí sinh                 |
| ---------------------- | ------------------------ |
| Ấn Độ                  | Debojit Batacharya       |
| Borneo                 | Ersazuan Magbanua        |
| Canada                 | Mohammad Nick            |
| Cộng hoà Dominica      | Blachy Abreu             |
| Đức                    | Hamid Noor               |
| Ecuador                | Abel Adrian Diaz         |
| Ghana                  | Guiseppe Nkansah         |
| Guadeloupe             | Ken Coco                 |
| Guam                   | Patrick Kenneth Camacho  |
| Hàn Quốc               | Jin Seon Kwon Stewart    |
| Hoa Kỳ                 | Aaron Day                |
| Indonesia              | Andry Putra              |
| Malaysia               | Kian Ching               |
| México                 | Jesus Eduardo Tellez     |
| Myanmar                | Myat Min San             |
| Nepal                  | Dr Dikpal Karki          |
| Nhật Bản               | Riku Yuasa               |
| Perú                   | Renzo Vitteri            |
| Pháp                   | Michael Aghadjanian      |
| Philippines            | Joshua Reginald Banatin  |
| Sri Lanka              | Vimukthi Wijekulasooriya |
| Tây Ban Nha            | Victor Haro              |
| Thái Lan               | Rachata Hamphanon        |
| Úc                     | Michael Angelo Skyllas   |
| Việt Nam               | Nguyễn Tiến Đạt          |

#### 2018
Mister Grand International 2018 là cuộc thi Mister Grand International lần thứ 2 được tổ chức tại Yangon, Myanmar vào ngày 7 tháng 12 năm 2018. Có 9 thí sinh dự thi, Rodney Tapia đến từ Cộng hòa Dominica đăng quang ngôi vị Mister Grand International.
Kết quả
| Hạng                            | Thí sinh |
| ------------------------------- | --- |
| Mister Grand International 2018 | - Cộng hòa Dominica — Rodney Tapia                                                                               |
| Á vương 1                       | - Việt Nam — Lý Cao Thiên Sơn                                                                                    |
| Á vương 2                       | - Pháp — Steven Le Coquet                                                                                        |
| Á vương 3                       | - Venezuela — Jesus Alvarado                                                                                     |
| Á vương 4                       | - Nhật Bản — Riku Yuasa                                                                                          |
| Top 9                           | - Ấn Độ — Lakshay Chaudhary - Indonesia — Daniel Widodo - Myanmar — Khun Set Ham - Sri Lanka — Viraj Kodithuwaku |

Các giải thưởng
| Giải thưởng           | Thí sinh                        |
| --------------------- | ------------------------------- |
| Sports Ambassador     | - Myanmar — Khun Set Ham        |
| Best in Swim Wear     | - Nhật Bản — Riku Yuasa         |
| Mr Congeniality       | - Venezuela — Jesus Alvarado    |
| Mr Personality        | - Sri Lanka — Viraj Kodithuwaku |
| Mr Social Media       | - Ấn Độ — Lakshay Chaudhary     |
| Mr Photogenic         | - Pháp — Steven Le Coquet       |
| Best National Costume | - Indonesia — Daniel Widodo     |
| Best in Sport Wear    | - Việt Nam — Lý Cao Thiên Sơn   |

Các thí sinh
| Quốc gia/vùng lãnh thổ | Thí sinh          |
| ---------------------- | ----------------- |
| Ấn Độ                  | Lakshay Chaudhary |
| Cộng hòa Dominica      | Rodney Tapia      |
| Indonesia              | Daniel Widodo     |
| Myanmar                | Khun Set Ham      |
| Nhật Bản               | Riku Yuasa        |
| Pháp                   | Steven Le Coquet  |
| Sri Lanka              | Viraj Kodithuwaku |
| Venezuela              | Jesus Alvarado    |
| Việt Nam               | Lý Cao Thiên Sơn  |

#### 2019
Mister Grand International 2019 là cuộc thi Mister Grand International lần thứ 3 được tổ chức tại Tawin Garden Hotel, Yangon, Myanmar vào ngày 10 tháng 11 năm 2019. Có 14 thí sinh dự thi, Tuân Lucas đến từ Việt Nam đăng quang ngôi vị Mister Grand International.
Kết quả
| Hạng                            | Thí sinh                                                        |
| ------------------------------- | --------------------------------------------------------------- |
| Mister Grand International 2019 | - Việt Nam — Nguyễn Văn Tuân                                    |
| Á vương 1                       | - Brasil — Jairo Sanchez                                        |
| Á vương 2                       | - Philippines — Paulo Gallardo                                  |
| Á vương 3                       | - Thái Lan — Kitsada Nimala                                     |
| Á vương 4                       | - Puerto Rico — Gregory Nuñez                                   |
| Top 8                           | - Ấn Độ — Vatsal Capadia - Hoa Kỳ — Jun Wu - Myanmar — San Thar |

Các giải thưởng
| Giải thưởng                    | Thí sinh                       |
| ------------------------------ | ------------------------------ |
| Mister Grand Photogenic        | - Thái Lan — Kitsada Nimala    |
| Mister Grand Sports Ambassador | - Myanmar — San Thar           |
| Best in National Costume       | - Philippines — Paolo Gallardo |
| Best in Swimwear               | - Brasil — Jairo Sanchez       |
| Best in Formal Wear            | - Việt Nam — Nguyễn Văn Tuân   |
| Missosology's Choice           | - Việt Nam — Nguyễn Văn Tuân   |

Các thí sinh
| Quốc gia/vùng lãnh thổ | Thí sinh                 |
| ---------------------- | ------------------------ |
| Ấn Độ                  | Vatsal Capadia           |
| Brasil                 | Jairo Sanchez            |
| Hoa Kỳ                 | Jun Wu                   |
| Indonesia              | Yuma Chandrahera         |
| Malaysia               | Jack Kho                 |
| Myanmar                | San Thar                 |
| Nepal                  | Sandip Raj Panta         |
| Panama                 | Elvis Franceschi         |
| Philippines            | Paulo Gallardo           |
| Puerto Rico            | Gregory Nuñez            |
| Sri Lanka              | Vimukthi Wijekulasooriya |
| Thái Lan               | Kitsada Nimala           |
| Ukraina                | Psy Gurus                |
| Việt Nam               | Nguyễn Văn Tuân          |

## Mister Grand International Official (Brasil)
Mister Grand International Official (tiếng Việt: Nam vương Hòa bình Quốc tế Chính thức) là cuộc thi sắc đẹp được tổ chức lần đầu vào năm 2016 ở Brasil. Đương kim Mister Grand International Official 2024/2025 là Antuan Obregón Medina đến từ Cuba.
| Lần thứ | Năm       | Ngày                 | Mister Grand International Official | Á vương                            | Á vương                         | Á vương                        | Á vương                     | Á vương                            | Á vương                             | Nơi tổ chức          | Số thí sinh | T.k.   |
| Lần thứ | Năm       | Ngày                 | Mister Grand International Official | 1                                  | 2                               | 3                              | 4                           | 5                                  | 6                                   | Nơi tổ chức          | Số thí sinh | T.k.   |
| ------- | --------- | -------------------- | ----------------------------------- | ---------------------------------- | ------------------------------- | ------------------------------ | --------------------------- | ---------------------------------- | ----------------------------------- | -------------------- | ----------- | ------ |
| 1       | 2016/2017 | 13 tháng 11 năm 2016 | Federico Guasch · Argentina         | Không trao giải                    | Không trao giải                 | Không trao giải                | Không trao giải             | Không trao giải                    | Không trao giải                     | Porto Alegre, Brasil | 5           |        |
| 2       | 2017/2018 | 19 tháng 11 năm 2017 | Wesley Herculano · Đảo Brasil       | German Kroussinger · Argentina     | Fernando Rodrigo · Brasil       | Víctor Ignacio Briones · Chile | Williams Ocampos · Paraguay | Marvin Quincy Halden · Suriname    | Không trao giải                     | Porto Alegre, Brasil | 25          |        |
| 3       | 2018/2019 | 11 tháng 11 năm 2018 | Bruno Poczinek · Brasil             | Alejandro Zapata Az · Chile        | Alejandro Contreras · Venezuela | Sowmy Sabry · Sri Lanka        | Iván Medina · Tây Ban Nha   | Nick Kevin Parker Biapa · Cameroon | Kidanny Flores Guzmán · Puerto Rico | Porto Alegre, Brasil | 14          |        |
| 4       | 2019/2020 | 9 tháng 11 năm 2019  | Ashwani Neeraj · Ấn Độ              | Marcos Vinicius Tirapelli · Brasil | Rogério Marcolin · Đảo Brasil   | Joey Lansdorf Young · Suriname | Nizar R Elbitar · Hoa Kỳ    | Sebastian Serey · Chile            | Không trao giải                     | Porto Alegre, Brasil | 14          |        |
| 5       | 2022/2023 | 14 tháng 11 năm 2022 | Gill Haupp · Brasil                 | Cheick Yans · Guinée               | Félix Gamarra · Paraguay        | Không trao giải                | Không trao giải             | Không trao giải                    | Không trao giải                     | Porto Alegre, Brasil | 9           |        |
| 6       | 2023/2024 | 26 tháng 11 năm 2023 | Damián Buenrostro · México          | Kevin Rivera · Puerto Rico         | Không trao giải                 | Không trao giải                | Không trao giải             | Không trao giải                    | Không trao giải                     | Porto Alegre, Brasil | 9           |        |
| 7       | 2024/2025 | 27 tháng 4 năm 2025  | Antuan Obregón Medina · Cuba        | Mati Araya · Argentina             | Không trao giải                 | Không trao giải                | Không trao giải             | Không trao giải                    | Không trao giải                     | Porto Alegre, Brasil |             | [ 27 ] |

Quốc gia/vùng lãnh thổ theo số người đăng quang Mister Grand International Official
| Quốc gia/vùng lãnh thổ | Số lần | Năm              |
| ---------------------- | ------ | ---------------- |
| Brasil                 | 3      | 2017, 2018, 2022 |
| Argentina              | 1      | 2016             |
| Ấn Độ                  | 1      | 2019             |
| México                 | 1      | 2023             |
| Cuba                   | 1      | 2024             |

## Mister Grand International (Philippines)
Mister Grand International là cuộc thi sắc đẹp được tổ chức lần đầu vào năm 2017 ở Philippines. Đương kim Mister Grand International 2018 là Kevin Richmond đến từ Tahiti. Cuộc thi được đổi tên thành Mister Tourism Globe.
| Lần thứ | Năm  | Mister Grand International  | Á vương                      | Á vương                         | Á vương                           | Á vương                               | Nơi tổ chức         | Số thí sinh |
| Lần thứ | Năm  | Mister Grand International  | 1                            | 2                               | 3                                 | 4                                     | Nơi tổ chức         | Số thí sinh |
| ------- | ---- | --------------------------- | ---------------------------- | ------------------------------- | --------------------------------- | ------------------------------------- | ------------------- | ----------- |
| 1       | 2017 | Michael Angelo Skyllas · Úc | Rachata Hamphanon · Thái Lan | Nguyễn Tiến Đạt · Việt Nam      | Hamid Noor · Đức                  | Joshua Reginald Banatin · Philippines | Quezon, Philippines | 25          |
| 2       | 2018 | Kevin Richmond · Tahiti     | Mike Piek · Hà Lan           | David Simon Reyes · Philippines | Flascious Mansaray · Sierra Leone | ChsBas Chatshol Ponpiboon · Thái Lan  | Albay, Philippines  | 13          |

Quốc gia/vùng lãnh thổ theo số người đăng quang
| Quốc gia/vùng lãnh thổ | Số lần | Năm  |
| ---------------------- | ------ | ---- |
| Tahiti                 | 1      | 2018 |
| Úc                     | 1      | 2017 |

### Các lần tổ chức Mister Grand International

#### 2018
Mister Grand International 2018 là cuộc thi Mister Grand International lần thứ 2 được tổ chức tại Legazpi, Albay, Philippines vào ngày 28 tháng 9 năm 2018. Có 13 thí sinh dự thi, Kevin Richmond đến từ Tahiti đăng quang ngôi vị Mister Grand International.
Kết quả
| Hạng                            | Thí sinh                               |
| ------------------------------- | -------------------------------------- |
| Mister Grand International 2018 | - Tahiti — Kevin Richmond              |
| Á vương 1                       | - Hà Lan — Mike Piek                   |
| Á vương 2                       | - Philippines — David Simon Reyes      |
| Á vương 3                       | - Sierra Leone — Flascious Mansaray    |
| Á vương 4                       | - Thái Lan — ChsBas Chatshol Ponpiboon |

Các giải thưởng
| Giải thưởng                      | Thí sinh |
| -------------------------------- | --- |
| Africa                           | - Maroc — Haroune Marroua |
| Americas                         | - Venezuela — Orlando Ruiz |
| Asia                             | - Việt Nam — Luận Vũ |
| Tourism Ambassador               | - Canada — Kim Javier |
| Sports Ambassador                | - Thổ Nhĩ Kỳ — Furkan Ozturk |
| Best in National Costume         | Winner - Philippines — David Simon Reyes 1st Runner-Up - Thái Lan — ChsBas Chatshol Ponpiboon 2nd Runner-Up - Hà Lan — Mike Piek      |
| Mister Photogenic                | - Hà Lan — Mike Piek |
| Mister Congeniality              | - Campuchia — Gregg Dalde |
| Mister Personality               | - Thái Lan — ChsBas Chatshol Ponpiboon                                                                                                |
| Best Formal Wear                 | - Thái Lan — ChsBas Chatshol Ponpiboon                                                                                                |
| Best in Swimwear                 | - Tahiti — Kevin Richmond |
| Media's Choice Award             | - Việt Nam — Luận Vũ |
| People's Choice Award            | - Việt Nam — Luận Vũ |
| Mister Xentro Mall               | - Philippines — David Simon Reyes |
| Mister Psalmstre                 | - Vietnam — Luận Vũ |
| Mister Zarapath Construction     | - Hà Lan — Mike Piek |
| Mister Solong Eco Park and Tours | - Philippines — David Simon Reyes |
| Mister Dreamwave                 | - Tahiti — Kevin Richmond |
| Mister Balai Inn                 | - Thổ Nhĩ Kỳ — Furkan Ozturk |
| Mister Nails Glow                | - Thái Lan — ChsBas Chatshol Ponpiboon                                                                                                |
| Mister LCC                       | - Tahiti — Kevin Richmond |
| Best in Barong Tagalog           | Winner - Thái Lan — ChsBas Chatshol Ponpiboon 1st Runner-Up - Việt Nam — Luận Vũ 2nd Runner-Up - Tahiti — Kevin Richmond              |
| Best Sports Wear                 | Winner - Philippines — David Simon Reyes 1st Runner-Up - Tahiti — Kevin Richmond 2nd Runner-Up - Thailand — ChsBas Chatshol Ponpiboon |

Các thí sinh
| Quốc gia/vùng lãnh thổ | Thí sinh                  |
| ---------------------- | ------------------------- |
| Ấn Độ                  | Lakschay Chaudhary        |
| Canada                 | Kim Javier                |
| Campuchia              | Gregg Dalde               |
| Hà Lan                 | Mike Piek                 |
| Maroc                  | Haroune Marroua           |
| Martinique             | Francois-Xavier Herard    |
| Philippines            | David Simon Reyes         |
| Sierra Leone           | Flascious Mansaray        |
| Tahiti                 | Kevin Richmond            |
| Thái Lan               | ChsBas Chatshol Ponpiboon |
| Thổ Nhĩ Kỳ             | Furkan Ozturk             |
| Venezuela              | Orlando Ruiz              |
| Việt Nam               | Luận Vũ                   |

## Danh sách đại diện Việt Nam
Chú thích màu
- : Nam vương
- : Á vương
- : Top chung kết
- : Top bán chung kết
- : Được giải thưởng đặc biệt

| Năm  | Đại diện          | Quê quán   | Thứ hạng tại Mister Grand Vietnam | Thứ hạng tại Mister Grand International | Giải thưởng đặc biệt | T.k.   |
| ---- | ----------------- | ---------- | --------------------------------- | --------------------------------------- | --- | ------ |
| 2017 | Nguyễn Tiến Đạt   | Hà Nội     | Bổ nhiệm                          | Á vương 2                               | 1 - - Best in Swimwear |        |
| 2018 | Luận Vũ           | Kiên Giang | Bổ nhiệm                          | Không đạt giải                          | 5 - - Mister Grand Continental Asia - Media's Choice Award - People's Choice Award - Mister Psalmstre - 1st Runner-up Best in Barong Tagalog                           |        |
| 2018 | Lý Cao Thiên Sơn  | Sóc Trăng  | Bổ nhiệm                          | Á vương 1                               | 1 - - Mister Sport | [ 31 ] |
| 2019 | Nguyễn Văn Tuân   | Hải Dương  | Bổ nhiệm                          | Mister Grand International              | 2 - - Best in Formal Wear - Missosology's Choice | [ 32 ] |
| 2022 | Nguyễn Vũ Linh    | Bến Tre    | Bổ nhiệm                          | Á vương 4                               | 2 - - Best in National Costume - Top Model |        |
| 2023 | Nguyễn Hoàng Tùng | Hà Nội     | Bổ nhiệm                          | Top 12                                  | 5 - - Mister Grand Sports Ambassador - 1st Runner-up Top Model - Mister Grand Asia - Pacific - Top 12 High Fashion Sportswear - 1st Runner-up High Fashion Formal Wear |        |